# خوتوویتسه (ناحیه تشسکا لیپا)
خوتوویتسه (به چکی: Chotovice) یک منطقهٔ مسکونی در جمهوری چک است که در ناحیه تشسکا لیپا واقع شده‌است.